# أليخاندرو بيتانكورت لوبيز
أليخاندرو بيتانكورت لوبيز (بالإسبانية: Alejandro Betancourt López) هو شخصية أعمال ومدير وكبير الإداريين التنفيذيين فنزويلي، ولد في 1980 في كاراكاس في فنزويلا.

## وصلات خارجية
- الموقع الرسمي